# Ada de Olanda
Ada de Olanda (n. 1188–d. 1223) a fost contesă de Olanda între 1203 și 1207.

## Biografie

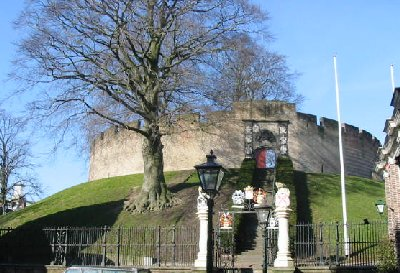
Burcht van Leiden, rămășițe ale castelui unde Ada a fost ținută inițial ca prizonier după moartea tatălui ei.

Ada a fost unica fiică supraviețuitoare a contelui Dirk al VII-lea de Olanda cu soția sa Adelaida de Cleves. Ea a succedat tatălui ei devenind contesă cu drepturi depline. Imediat după aceea, a fost nevoită să încheie un compromis cu unchiul ei, Willem, care pretindea pentru sine stăpânirea asupra Olandei. Ada s-a căsătorit cu contele Ludovic al II-lea de Loon, în scopul de a-și întări poziția. Căsătoria a avut loc într-o atât de mare grabă, încât s-a produs chiar înainte ca Dirk al VII-lea să fie înmormântat, fapt care a cauzat un adevărat scandal.
Ada a fost curând capturată de susținătorii lui Willem și dusă ca prizonier în citadela din Leiden. Ea a fost închisă pe insula Texel, iar ulterior dusă în Regatul Angliei, sub custodia regelui Ioan Fără de Țară. Willem a fost totuși nevoit să accepte pe Ludovic și pe Adda drept conte, respectiv contesă printr-un tratat semnat la Bruges în 1206. Ludovic a reușit să obțină eliberarea Adei în 1206, iar cuplul a revenit la Loon în 1207. Domnia lor a fost de scurtă durată, iar Willem a fost numit conte de Olanda de către împăratul Otto al IV-lea de Braunschweig în 1208. Ada nu a putut accepta pierderea comitatului, astfel încât a continuat lupta alături de soțul ei.
Ada a rămas fără copii, atunci când Ludovic a murit în 1218, lăsând-o să își ducă restul zilelor în obscuritate. Ea a fost înmormântată alături de soțul ei în abația de Herkenrode.

Blazonul conților de Olanda.

Războiul civil din Olanda a devenit parte a unui război internațional major, desfășurat între, pe de o parte, Regatul Franței și dinastia Hohenstaufenilor, iar pe de altă parte Regatul Angliei și Dinastia Welfilor. Willem a reușit să conducă Olanda prin bune manevre între cele două tabere principale. Ludovic și Ada au fost nevoiți să renunțe la pretențiile lor. Se poate spune că istoria a fost extrem de nedreaptă cu persoana ei, dat fiind că multe cronici referitoare la perioada respectivă (până la Reforma Protestantă) nu o consemnează ca fiind contesă, plasându-l pe Willem I imediat după Dirk al VII-lea, ca și cum Ada nici nu ar fi existat.